# Grunaer Straße
Die Grunaer Straße ist eine zwischen Straßburger Platz und Pirnaischem Platz verlaufende Straße in Dresden. Sie durchquert die Pirnaische Vorstadt in Ost-West-Richtung.

## Geschichte

### Die Grunaer Straße bis 1945

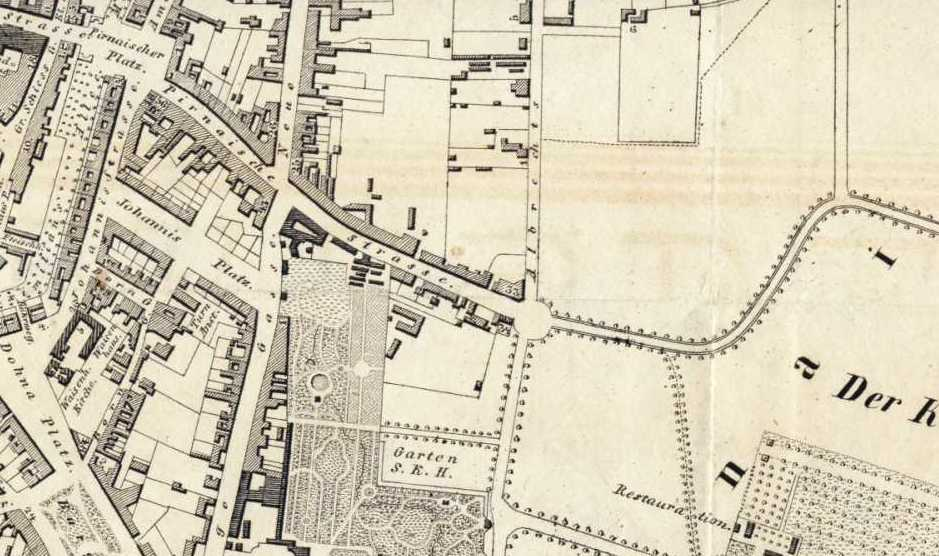
Stadträumliche Situation vor dem Bau der heutigen Grunaer Straße

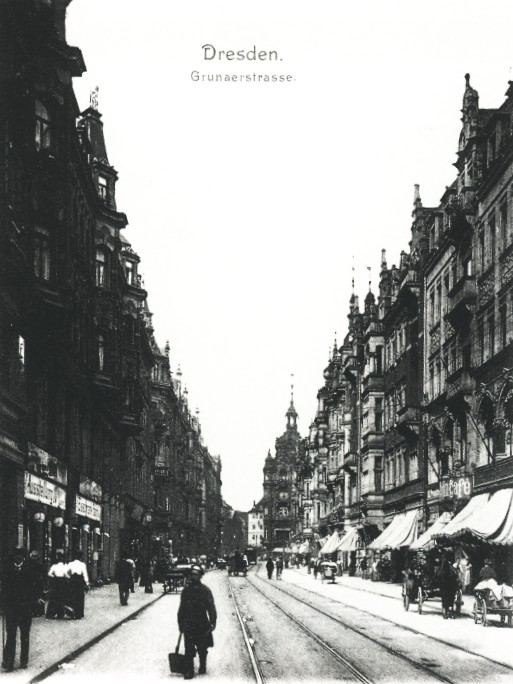
Die Grunaer Straße um 1900. Im Hintergrund der Kaiserpalast am Pirnaischen Platz.

Große Teile der Pirnaischen Vorstadt waren noch um 1850 nur dünn bebaut und wurden hauptsächlich gärtnerisch genutzt. Die städtebauliche Entwicklung setzte nach 1860 ein und verstärkte sich nach der Reichsgründung 1871. Die Grunaer Straße wurde ab Mitte der 1860er Jahre abschnittweise angelegt. Im Jahr 1879 erfolgte der verkehrstechnisch wichtige Durchbruch zum Pirnaischen Platz. 1888 wurde die Verbindung durch den Durchbruch der König-Johann-Straße, der heutigen Wilsdruffer Straße, bis zum Altmarkt erweitert. Im Ergebnis löste so die Grunaer Straße die weiter südlich verlaufende Pirnaische Straße als östliche Ausfallstraße ab.
Die Grunaer Straße war bis zum Zweiten Weltkrieg eine gründerzeitlich dicht bebaute Wohn- und Geschäftsstraße, die von mehreren Straßenbahnlinien durchfahren wurde. An der Ecke Grunaer Straße / Albrechtstraße befand sich unter der Anschrift Albrechtstraße 6 das Künstlerhaus, das Clubhaus der Dresdner Kunstgenossenschaft, eingeweiht am 4. Oktober 1908. Architekt war Richard Schleinitz, ein Schüler von Constantin Lipsius. 1909 waren dann auch die Wand- und Deckenmalereien, ausgeführt von Richard Guhr fertiggestellt. Östlich neben dem Künstlerhaus befand sich das Gebäude der Gewerbekammer (Nr. 50), welches bis zu seiner Zerstörung im Februar 1945 das Verwaltungsgebäude der Gewerbekammer der Kreishauptmannschaft Dresden war. Am östlichen Ende der Grunaer Straße, zwischen Blochmann- und Eliasstraße, der heutigen Güntzstraße, befand sich der von Hans Erlwein 1912 errichtete Erweiterungsbau des Ehrlichschen Gestifts (Nr. 51). Auf der gegenüberliegenden Straßenseite existierten vier freistehende Wohnhäuser (Nr. 54 bis 60). Die Grunaer Straße endet ostwärts am ehemaligen Stübelplatz, dem heutigen Straßburger Platz. Ihre weitere Fortsetzung bildet die Stübelallee.

### Die Grunaer Straße seit 1945

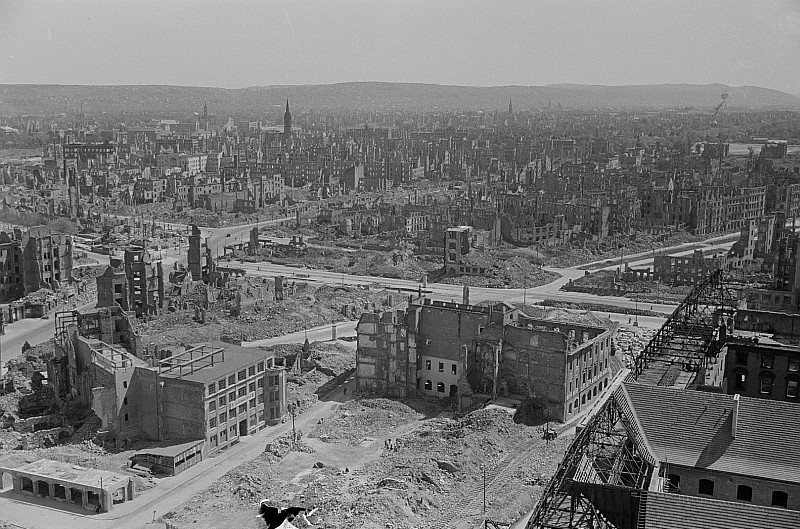
Blick auf die zerstörte Pirnaische Vorstadt mit der Grunaer Straße (Bildmitte nach rechts oben führend)

Bei den Luftangriffen auf Dresden im Februar 1945 wurde die Pirnaische Vorstadt wie das nahe Stadtzentrum und die benachbarte Johannstadt weitgehend zerstört und nach Kriegsende rigoros auch von den wenigen erhaltbaren Gebäuden beräumt. Dies betraf auch die Grunaer Straße, wo lediglich der erheblich beschädigte Erlweinbau des Ehrlichschen Gestifts 1951 als Hochschule für Musik vereinfacht wieder aufgebaut wurde.
An der Nordseite der Grunaer Straße begann der planmäßige innerstädtische Wiederaufbau in Dresden. Mit großem propagandistischen Aufwand wurde am fünften Jahrestag der Gründung der SED während einer Kundgebung der Grundstein für den ersten Bauabschnitt gelegt. Dieser umfasste 205 Wohnungen sowie sieben Ladengeschäfte. Bis 1956 wurden in dem Gebiet zwischen Grunaer und Pillnitzer Straße noch weitere 400 Wohnungen in mehreren Bauabschnitten errichtet.

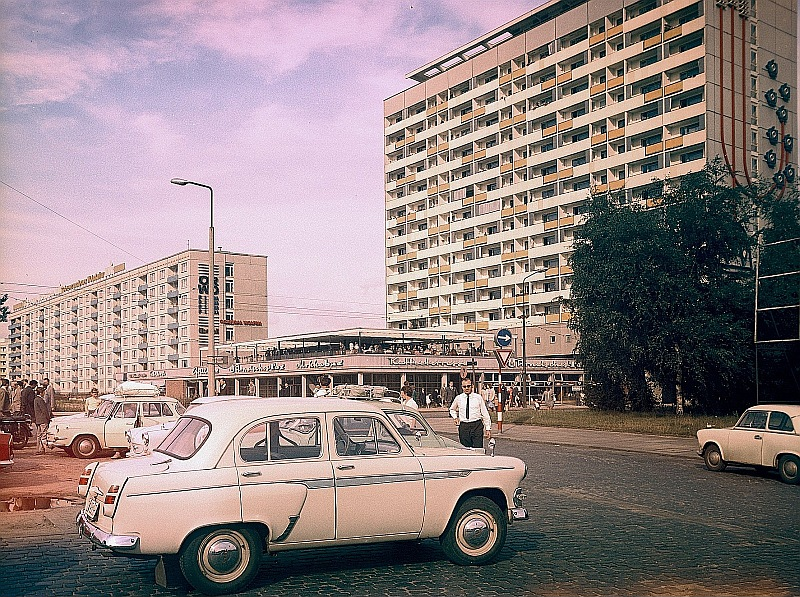
Das Hochhaus Grunaer Straße 5 vom Pirnaischen Platz aus gesehen.

Den westlichen Abschluss der Grunaer Straße zum Pirnaischen Platz bildet das 1964/65 gebaute vierzehngeschossige Hochhaus Grunaer Straße 5. In einem flachen vorgelagerten Anbau befanden sich die beiden HO-Gaststätten Gastmahl des Meeres und Pirnaisches Tor.
Die Südseite der Grunaer Straße wurde wesentlich später bebaut. Die Vorgaben des Politbüros sahen dort eine Hochhausbebauung vor, entsprechende Planungen des Stadtbauamtes wurden 1964 vorgelegt. Da es in der Pirnaischen Vorstadt ohnehin schon an Erziehungseinrichtungen mangelte, sodass eine mögliche Ansiedlung von Familien an dieser Stelle nicht ratsam schien, plante man zunächst vier überwiegend mit Einzimmerwohnungen ausgestattete Hochhäuser. Diese Planungen wurden jedoch wieder verworfen, sodass schließlich von 1968 bis 1970 fünf fünfzehngeschossige Hochhäuser, die mit Meißner Keramik verkleidet wurden, mit jeweils 86 Zwei- und Dreiraumwohnungen, ausgestattet mit Kücheneinrichtungen, Bad und Loggia, also insgesamt 430 Wohnungen entlang der Grunaer Straße errichtet wurden. Zudem gab es das Intecta-Möbel-Einrichtungshaus (später Sportpavillon) in der Grunaer Straße 20, sowie die 1961 eröffnete Selbstbedienungsgaststätte Gastronom pick-nick mit der Hausnummer 28. Bei beiden handelt es sich um einstöckige Pavillonbauten. Die Kombinatsleitung des VEB Kombinat Robotron befand sich in der Grunaer Straße 2 in einem Anfang der 1970er Jahre errichteten Komplex. Insgesamt unterscheidet sich die aufgelockerte Bauweise an der Südseite der Grunaer Straße stark von der geschlossenen Blockrandbebauung der Nordseite.
Nachdem 1971 die Verkehrsführung auf dem Pirnaischen Platz geändert sowie ein Fußgängertunnel angelegt worden war, sollte auch die Grunaer Straße erweitert werden. Dies geschah verzögert: Erst 1973 wurde die Grunaer Straße von zehn auf dreißig Meter verbreitert, die Straßenbahn erhielt ein eigenes Gleisbett in der Mitte der Straße, was am 23. September 1973 eröffnet wurde, die Straße selbst wurde in beide Fahrtrichtungen dreispurig angelegt.

## Bebauung

### Die Nordseite der Grunaer Straße

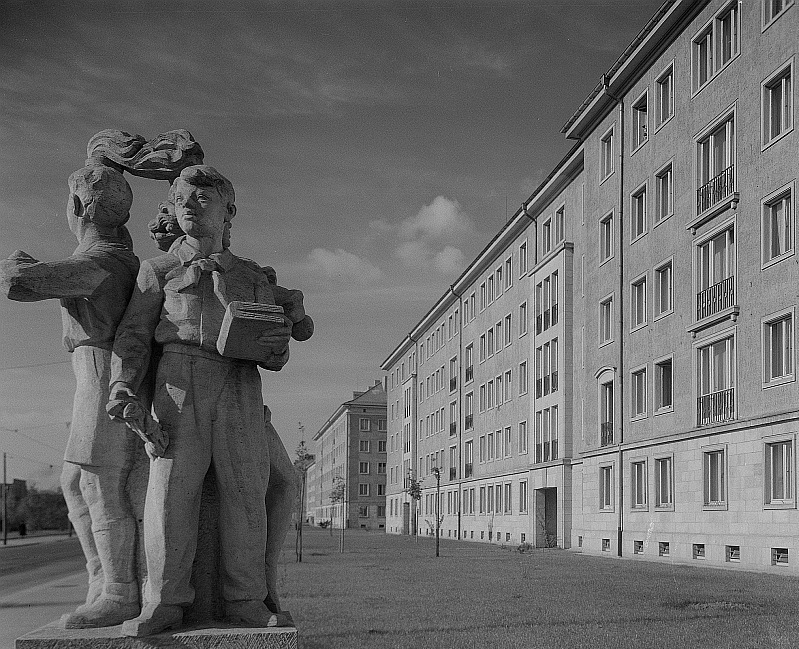
Sandsteinplastik Junge Pioniere von Kurt Loose zwischen Grunaer Straße 41 und 43

Westlich beginnend bildet das Hochhaus Grunaer Straße 5 den Auftakt der nördlichen Bebauung. Bei ihm handelt es sich um ein Gebäudeensemble, bestehend aus einem auf Stelzen stehenden 14-geschossigen Hochhaus des Plattenbautyps „P 27“ mit einer Aluminium-Glas-Fassade und einem eingeschossigem, untergeschobenen Flachtrakt, der insgesamt offiziell als „Pirnaisches Tor“ (nach dem gleichnamigen Stadttor der früheren Befestigung) bezeichnet wurde. Gegenüber dem in den 1950er Jahren verfolgten Konzept des Abschlusses der Bebauung der Grunaer Straße gen Westen mit einer Art „Wohnhof“, die nicht realisiert wurde, setzte sich Mitte der 1960er Jahre die Auffassung durch, die damalige Aufmarschstraße, die Ernst-Thälmann-Straße mit einem markanten Bauwerk im Osten, am Pirnaischen Platz, abzuschließen.
Zu DDR-Zeiten trotz harscher Auflagen (z. B. hinsichtlich der Beflaggung zu Jahrestagen und zum 1. Mai) eine der begehrtesten Wohnadressen Dresdens und überregional bekannt durch die von 1968 bis 1987 leuchtende Anschrift DER SOZIALISMUS SIEGT steht das Haus nach jahrelangem Sanierungsrückstau ab 1990 seit dem Jahr 2018 leer: Planungskonzepte wurden und werden durch die wechselnden jeweiligen neuen Eigentümer zwar vorgestellt, irgendeine Umsetzung (Ausnahme: Umgestaltung des Delikatessen-Kaufhauses und Wiedereröffnung als Lebensmittel-Discounter) erfolgte bis heute nicht.
Die Häuser Grunaer Straße 7–43 bilden den ersten Bauabschnitt der zwischen 1951 und 1956 errichteten Wohnbebauung zwischen Grunaer und Pillnitzer Straße. Die Entwürfe stammen von Bernhard Klemm, Hans Poppe, Heinz Mersiowsky und Wolfgang Hänsch. Es handelt sich um eine fünfgeschossige, mit flachgeneigten Walmdächern versehene Straßenrandbebauung, die lediglich von zwei Querstraßen (Zirkus- bzw. Mathildenstraße) unterbrochen wird. Dadurch entsteht der Eindruck großer Geschlossenheit. Der Block zwischen Zirkus- und Mathildenstraße wird durch eine Zurücksetzung des mittleren Bereichs (Hausnummern 23–29) – dieser enthält gleichzeitig die Ladenzone – optisch in drei Abschnitte geteilt. In den eingezogenen, vollflächig mit teilweise reliefverzierten Sandsteinplatten verkleideten Gelenken (neben Hausnummer 23, bzw. 29) befinden sich Fußgängerdurchgänge. Gestaltungselemente sind ein gedrücktes Attikageschoss mit quadratischen Fensterchen, hochrechteckige, paarweise gekoppelte Fenster sowie tief eingeschnittene Loggien, bzw. französische Fenster über den Eingängen. Das Sockelgeschoss der ansonsten mit einem Rauputz (dem sogenannten Erlweinputz) versehenen Gebäude ist mit Sandsteinplatten verkleidet, auch die auskragenden Fenstergewände bestehen aus Sandstein. Mit diesen Elementen wurde versucht, einen Bezug zur Dresdner Bautradition herzustellen.
Trotzdem wurden die Gebäude bald nach ihrer Fertigstellung heftiger Kritik unterzogen. In einer vom Forschungsinstitut für Wohnungsbau der Deutschen Bauakademie verfassten Analyse  vom Mai 1953 heißt es zusammenfassend, dass „die Wohnblocks in der Grunaer Straße nicht als Beitrag zur neuen deutschen Architektur gewertet werden (können). In ihrem Ausdrucks- und Ideengehalt sind sie noch im Formalismus verwurzelt.“ Im Einzelnen kritisiert wurden die Betonung der Horizontalen, eine zu geringe Gliederung der Fassaden, „das Fehlen jeglicher Schmuckelemente“ sowie eine zu niedrige Ladenzone, die „nicht Ausdruck solcher Organisation wie der HO und des Konsum sein“ könne. Im zweiten und dritten Bauabschnitt wurde auf diese Kritik mit einer stärkeren Verwendung bauplastischer Elemente eingegangen. Beispielhaft dafür ist die Bebauung Blochmannstraße 1–19, deren Kopfbau (Hausnummer 1) die Zeile entlang der Grunaer Straße abschließt.

### Die Südseite der Grunaer Straße

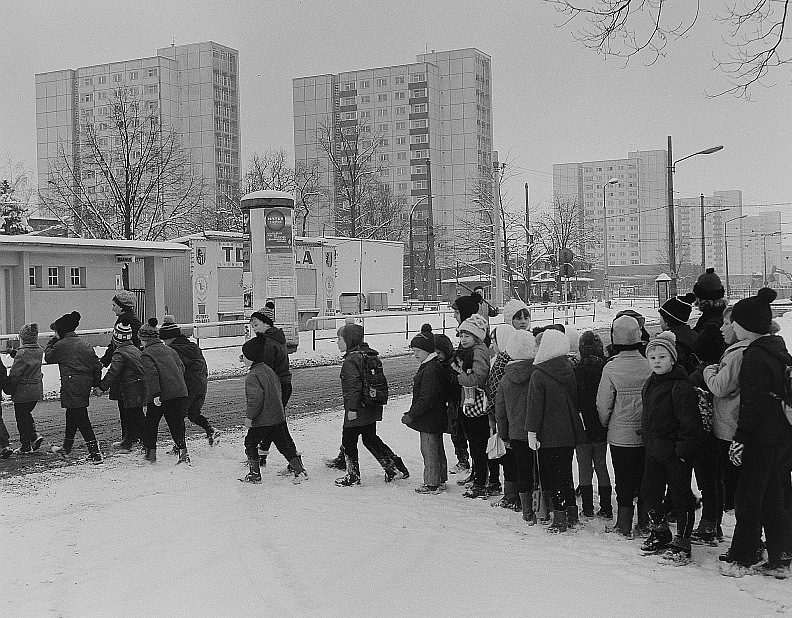
Wohnhochhäuser Grunaer Straße 26, 24, 18, 12, 6 (von links)

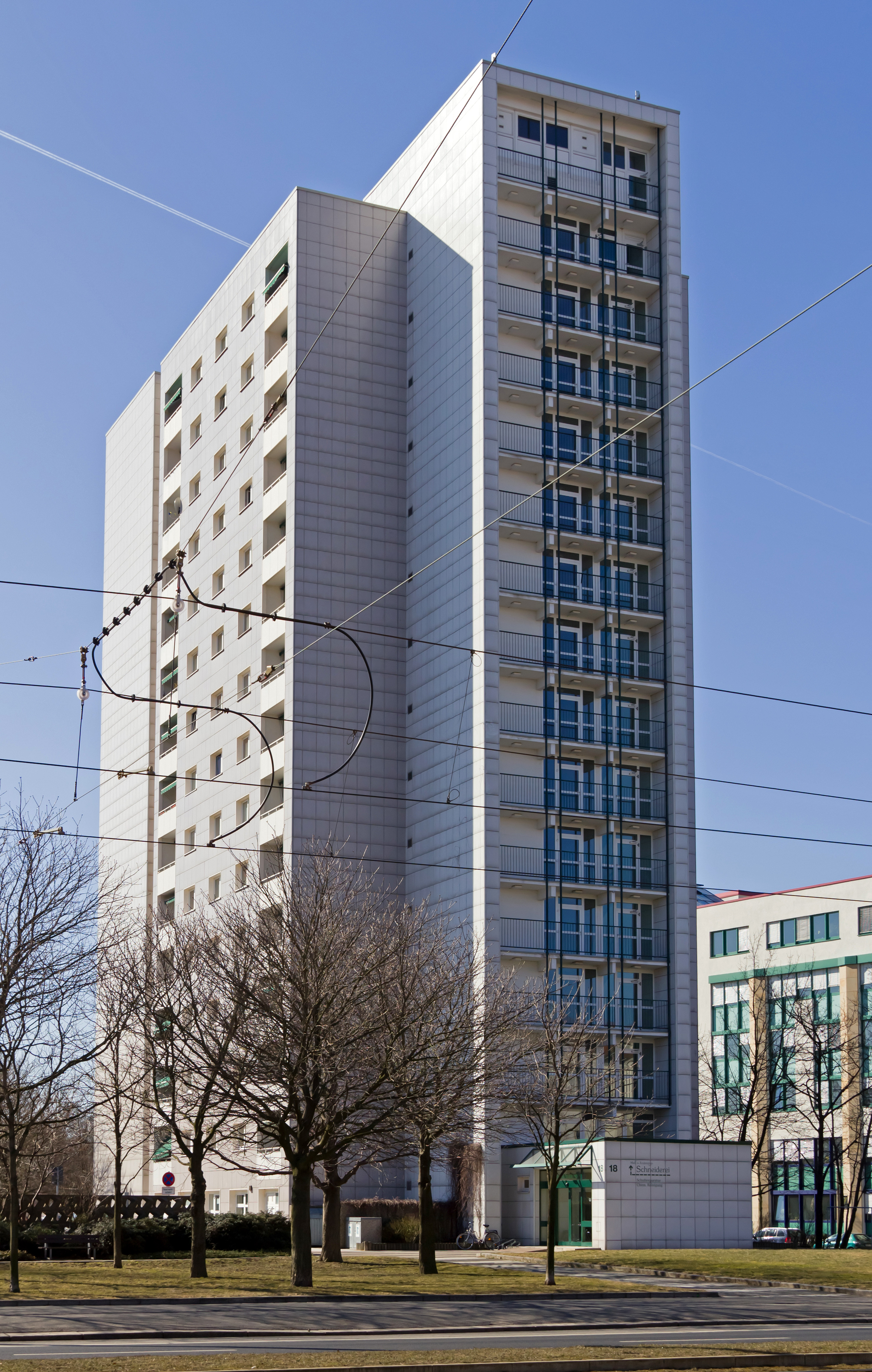
Grunaer Straße 18 im Jahr 2011

Bei den von 1968 bis 1970 errichteten fünfzehnstöckigen Punkthochhäusern an der Südseite der Grunaer Straße (Hausnummern 6, 12, 18, 24 und 26) handelt es sich um eine vom VEB Baukombinat Dresden an die Dresdner Verhältnisse angepasste Modifikation des 1963 von Josef Kaiser für den Standort Berlin-Schillingstraße entworfenen siebzehnstöckigen Wohnhochhauses. Der Entwurf wurde 1964 für Dresden übernommen und musste zunächst den technischen Möglichkeiten des Dresdner Plattenwerkes angepasst werden, was unter anderem zu Veränderungen der Grundrisse führte. Das Normalgeschoss enthielt fünfzehn jeweils mit Loggia, innenliegendem Bad und Kochecke ausgestattete Einzimmerwohnungen. Diese waren an drei Seiten des Gebäudes in Fünfergruppen angeordnet, während sich die Versorgungseinrichtungen an der vierten Seite befanden. Die ersten vier Bauten dieses Typs wurden ab 1965 im Baugebiet Prager Straße errichtet, zwei weitere entstanden wenig später zwischen Wiener und Parkstraße. Für die Südseite der Grunaer Straße musste der Entwurf nochmals überarbeitet werden, da zum einen mittlerweile ein Überangebot an Einzimmerwohnungen bestand, sodass der vorgegebene Anteil von Familienwohnungen am Gesamtvolumen nicht mehr erfüllt werden konnte, und zum anderen „wegen der Nähe des Stadtzentrums die Gebäudehöhe auf 15 Geschosse begrenzt“ wurde. Durch Einbezug von Loggien in die Wohnungsgrundrisse bestand das Normalgeschoss nach der Überarbeitung aus jeweils drei Zwei- und Dreiraumwohnungen. „Zur Gewinnung von Wohnfläche wurde die Gebäudekubatur allerdings so verändert, dass dadurch und durch die Verminderung der Gebäudehöhe die filigrane Erscheinungsform des Entwurfs von Kaiser zum größten Teil verloren ging.“ Die Gebäude enthalten insgesamt 450 Wohnungen, die Fassaden sind mit hellgrauen Meißner Keramikplatten verblendet. Die Fußgängerpromenade gestaltete Günther Krätzschmar.
Das Verwaltungsgebäude des VEB Kombinat Robotron (Grunaer Straße 2/St. Petersburger Straße 9–15) befindet sich an der Ecke zur St. Petersburger Straße. Es handelt sich um einen langgestreckten sechsgeschossigen Bau mit zusätzlichem Terrassengeschoss. Das Gebäude wurde Anfang der 1970er Jahre in Stahlbetonskelettbauweise mit vorgehängter Aluminium-Glas-Fassade errichtet. Der Entwurf stammt von den Architekten Axel Magdeburg und Werner Schmidt. Über dem vollverglasten Sockelgeschoss befindet sich ein das gesamte Gebäude umlaufender Fries aus Betonelementen, der von Friedrich Kracht und Siegfried Schade gestaltet wurde. Auf der Grünfläche vor dem Gebäude befindet sich der 1974 von Leoni Wirth, Helmut Kappel und Karl Bergmann gestaltete Glasbrunnen. In einem runden Becken von neun Meter Durchmesser befinden sich drei Chromnickelstahlträger, an denen unterschiedlich geformte Glasstücke befestigt sind.